# Robbah (distrito)
Robbah é um distrito localizado na província de El Oued, Argélia, e cuja capital é a cidade de mesmo nome, Robbah. A população total do distrito era de 40 719 habitantes, em 2008.

## Comunas
O distrito é composto por três comunas:
- Robbah
- Nakhla
- El Ogla